# 黃鰭多齒鰳
黃鰭多齒鰳為輻鰭魚綱鲱形目鋸腹鰳科的其中一種，為亞熱帶淡水魚，分布於南美洲拉布拉他河、亞馬遜河、烏拉圭河、奧里諾科河及圭亞那淡水、半鹹水域，體長可達73公分，棲息在河口，生活習性不明，可做為食用魚。

## 擴展閱讀
維基物種上的相關：黃鰭多齒鰳